# Exedra de los reyes de Argos
La Exedra de los reyes de Argos exedra griega en Delfos en Grecia Central. Sus ruinas se encuentran en el yacimiento arqueológico de Delfos, declarado Patrimonio de la Humanidad por la UNESCO.

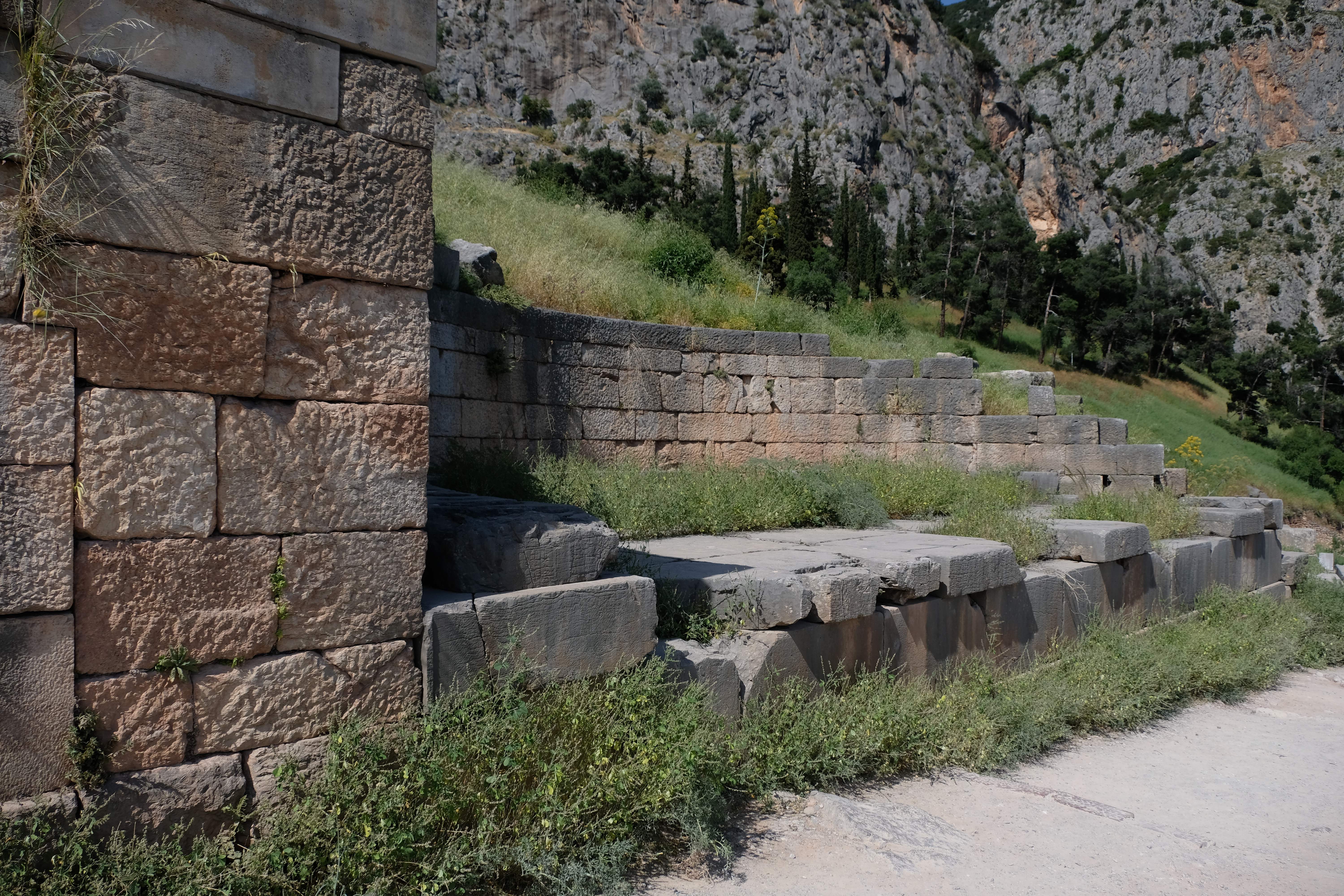
Ruinas de la Exedra.

## Historia y descripción

Situación del tesoro de los sicionios en el plano de Delfos.
Época arcaica
Período clásico
Período helenístico
Período romano
1. Templo de Apolo ; 14. Tesoro de los atenienses ; 15. Tesoro de los sifnios ; 16. Tesoro de los sicionios'; 28. Columna de los naxios ; 29. Columna serpentina de Platea ; 33. Exedra de los reyes de Argos ; 40. Vía Sagrada.

La Exedra fue construida a finales del periodo clásico, hacia 370-369 a. C. Fue construida por los habitantes de la ciudad de Argos. Era una estructura semicircular de unos 15 metros de diámetro, situada en el Templo de Apolo a lo largo de la Vía Sagrada en su extremo inicial, frente a la Exedra de los epígonos. Se construyó para alojar 20 estatuas de bronce de reyes y héroes argivos. Al parecer solo se llegaron a realizar diez de ellas.